# إجراء مخزن
الإجراء المخزّن (بالإنكليزية Stored procedure) هو روتين فرعي متوفر في التطبيقات التي تتعامل مع قواعد بيانات ويكون مخزنا في مكان داخل قاعدة البيانات يعرف بقاموس البيانات.